# Taxodium ascendens
Espèce
Classification phylogénétique
Le Cyprès des marais ou Cyprès des étangs est un conifère à feuilles caduques d'origine nord-américaine. Il se différencie du Cyprès chauve (Taxodium distichum) par des branches latérales ascendantes, qui retombent à leur extrémité chez le cultivar Nutans (dont le nom commercial est souvent « Cyprès chauve à feuilles pendantes »).

## Comportement
En milieu humide ou asphyxiant, ses racines développent des excroissances aériennes ou pneumatophores, à fonction respiratoire.

## Divers

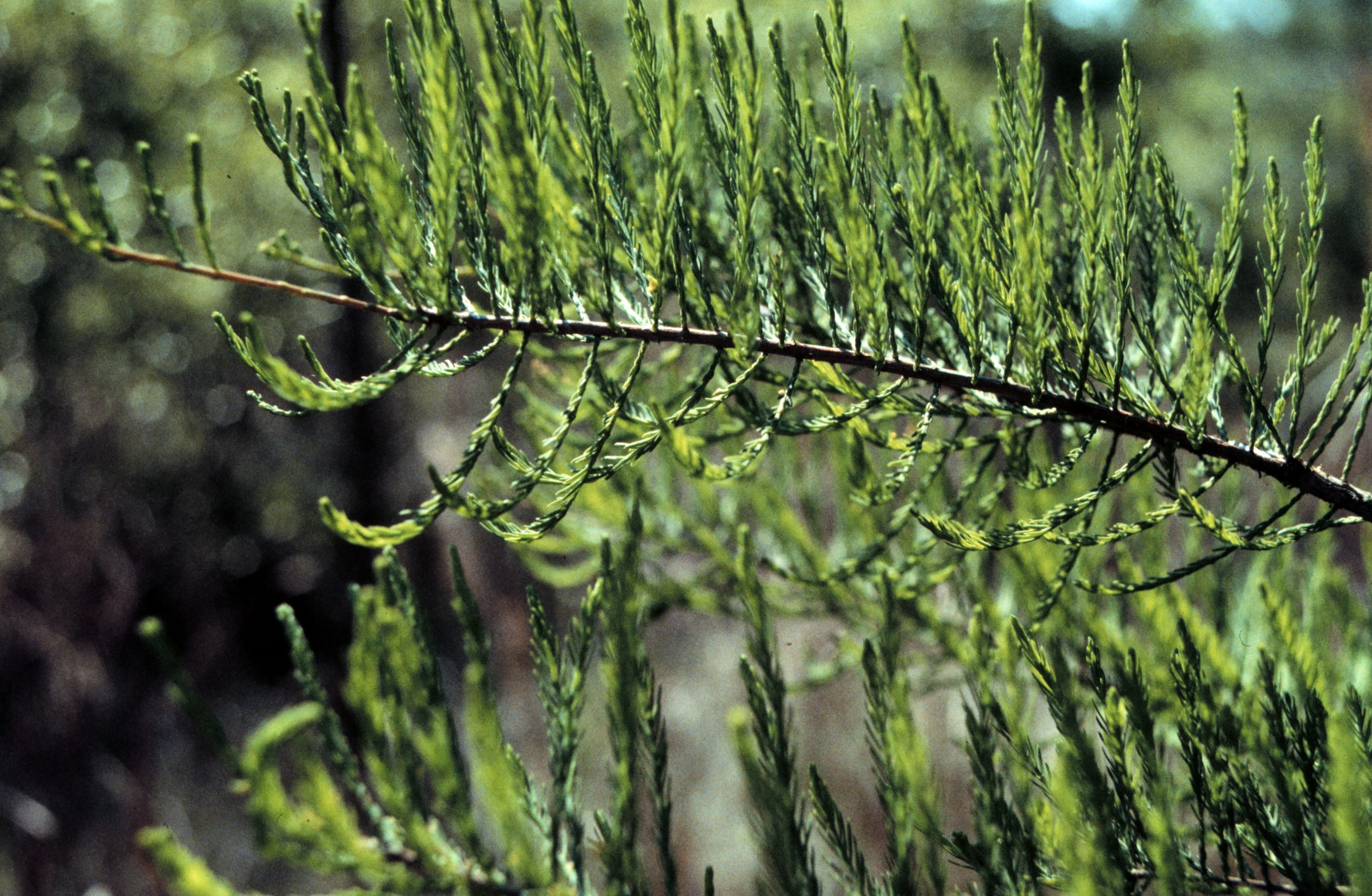
Taxodium ascendens

Sa longévité maximale est estimée à 1000 ans environ.
Il a été introduit en France en 1789.

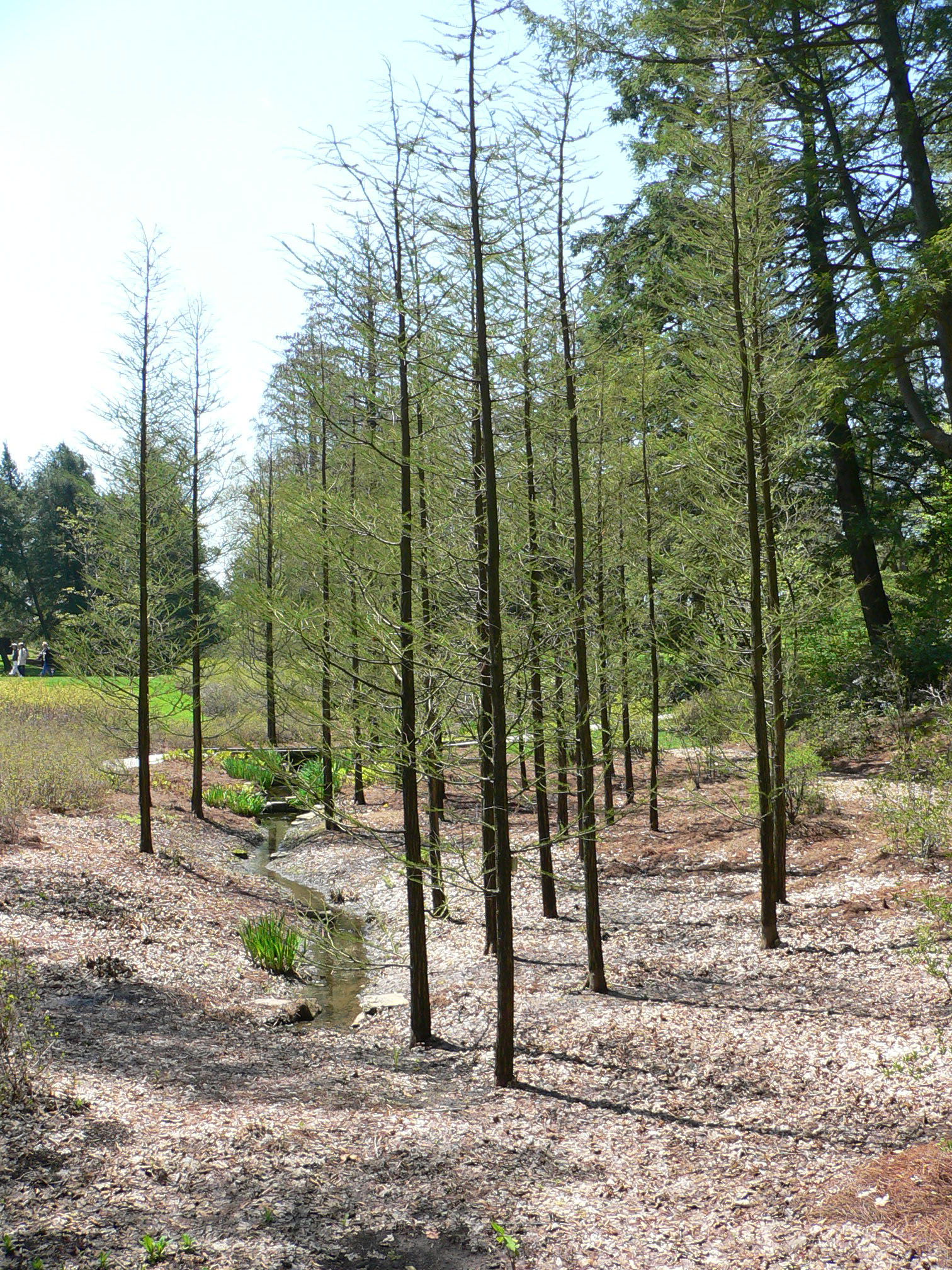
En pépinière (jardins de Longwood (en), PA)
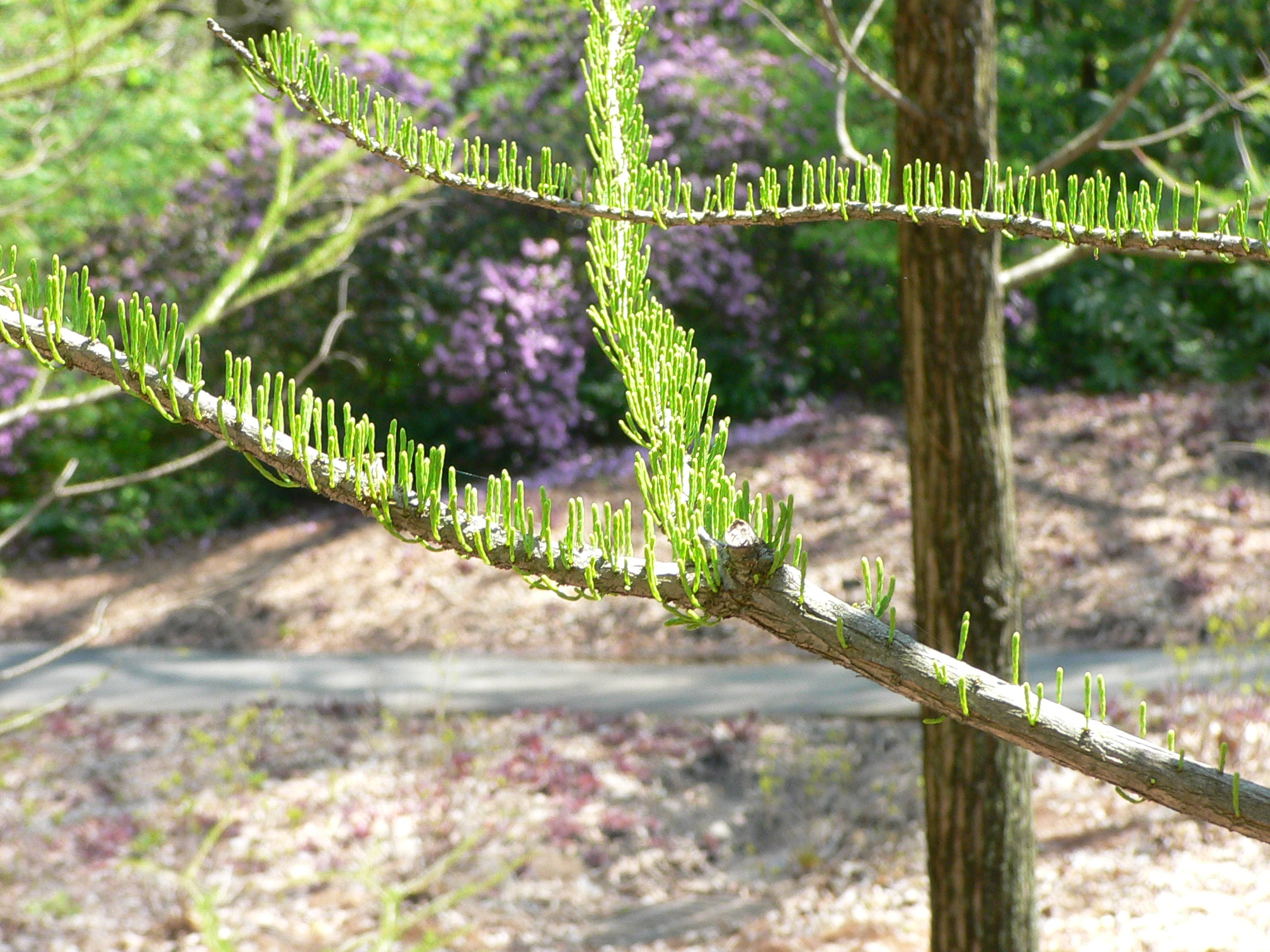
Feuillage de printemps (jardins de Longwood (en))
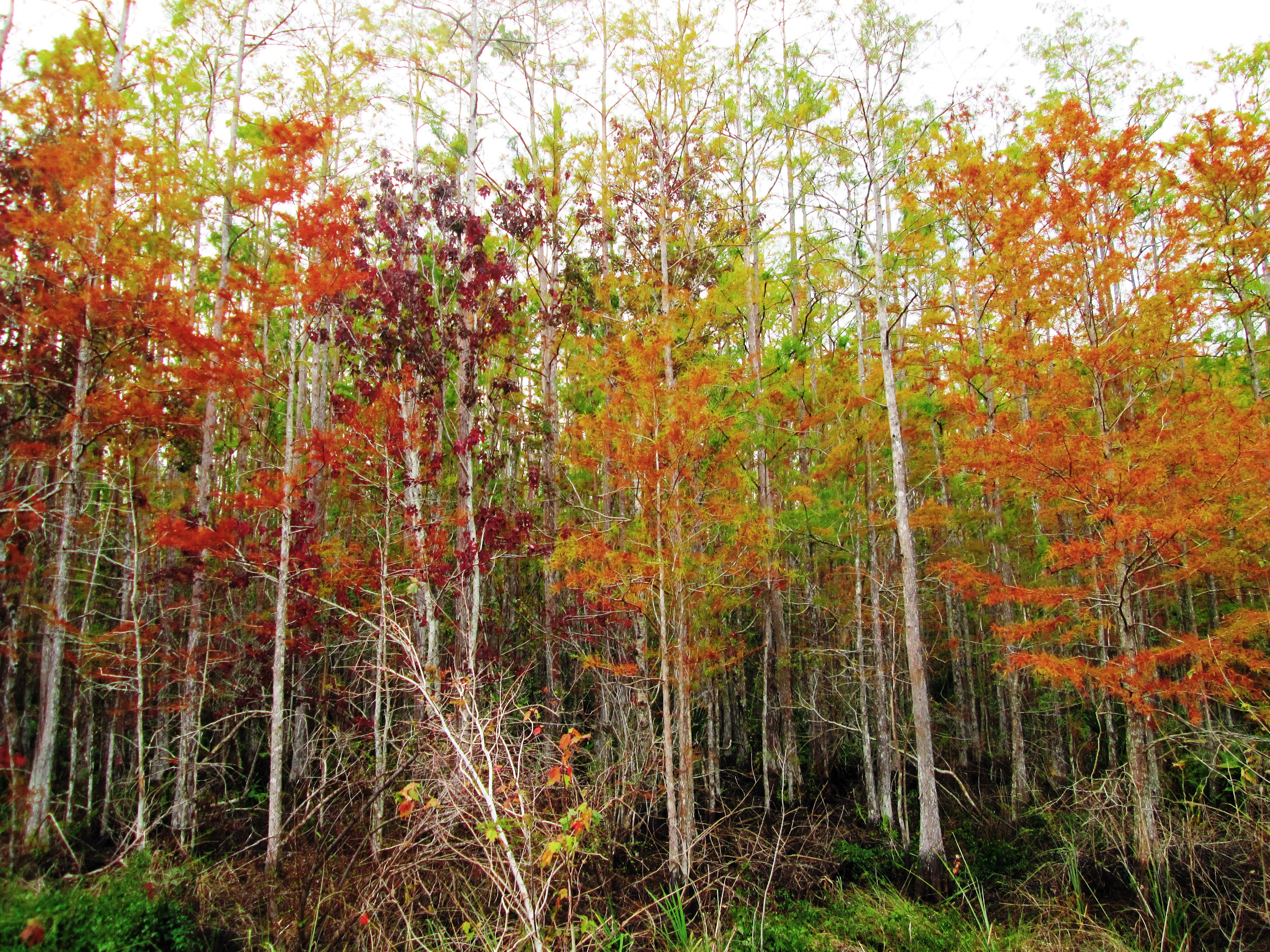
Sanctuaire Corkscrew Swamp, sud-ouest de la Floride
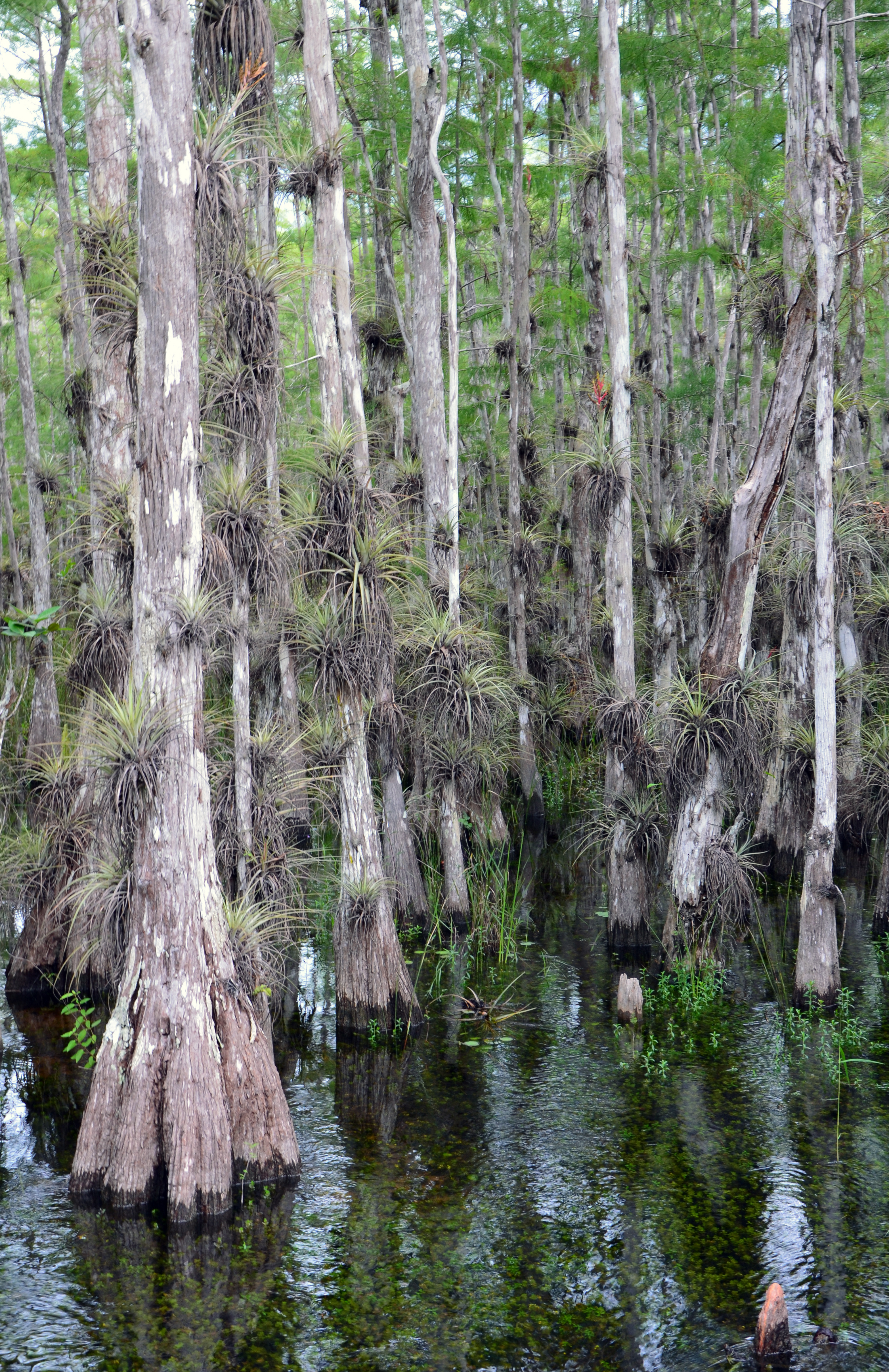
Réserve nationale de Big Cypress, Floride